# Campionat del món d'escacs d'aficionats
El Campionat del món d'escacs d'aficionats (World Amateur Chess Championship) fou un torneig organitzat per la Federació Internacional d'Escacs, FIDE els anys 1920, amb la intenció de promocionar els escacs amateur. La intenció era organitzar el campionat cada quatre anys vinculat als Jocs Olímpics d'Estiu, però finalment només se'n varen poder celebrar dos.
El primer campionat se celebrà l'any de la fundació de la FIDE, durant els Jocs Olímpics d'Estiu de 1924 a París. Aquest campionat es considera, en el món dels escacs, la primera de les Olimpíades d'escacs no oficial, i és l'única de les olimpíades que va consistir en un torneig individual.
El segon campionat se celebrà durant els Jocs Olímpics d'Estiu de 1928 a La Haia, alhora que la II Olimpíada d'escacs no oficial.
Els escacs mai no han format part, oficialment, dels Jocs Olímpics, i per causa que la comunitat escaquística mai no ha fet una distinció real entre jugadors aficionats i jugadors professionals el campionat es va haver d'interrompre a partir de 1928.
| # | Any  | Lloc    | Guanyador         | País          |
| - | ---- | ------- | ----------------- | ------------- |
| 1 | 1924 | París   | Hermanis Matisons | Letònia       |
| 2 |      |         | Fricis Apšenieks  | Letònia       |
| 3 |      |         | Edgar Colle       | Bèlgica       |
| 1 | 1928 | La Haia | Max Euwe          | Països Baixos |
| 2 |      |         | Dawid Przepiórka  | Polònia       |
| 3 |      |         | Hermanis Matisons | Letònia       |